# 2011年武汉建行爆炸案
2011年武汉建行爆炸案是指2011年12月1日发生于湖北省会武汉市的爆炸案件。北京时间17:30左右，位于湖北省武汉市洪山区雄楚大街1070号的中国建设银行关山一路支行营业网点 门前人行道上不明物体发生爆炸，已造成2人死亡，15人受伤。2011年12月16日，犯罪嫌疑人王海剑在武昌被抓获。
建设银行当天在网站发表说明，表示一名员工被碎玻璃擦伤，资金没有损失 。武汉警方排除爆炸为可燃气爆炸的可能性 。
2011年12月4日，武汉市公安局在其官方微博上传犯罪嫌疑人的视频及截图，并悬赏10万元缉拿犯罪嫌疑人。视频是12月1日上午9时6分和9时15分，关山中学正门东侧监控摄像头拍摄的。照片、视频中犯罪嫌疑人身着迷彩服，头戴白色安全帽，作案时骑一辆白色摩托车。12月5日，武汉公安局又上传犯罪嫌疑人的免冠登记照，并描述嫌疑人1.65米-1.75米，体态中等。武汉警方12月7日在微博发布消息，称本案嫌疑人已被确认：王海剑，湖北枣阳人，1987年2月27日出生。作案摩托车也被确认。2011年12月16日12时，案件发生15天后，犯罪嫌疑人在武昌某医院被抓获。经初步审查，王海剑交代了为劫取运钞车而造成爆炸的动机。
2012年5月14日，主犯王海剑在武汉市中级人民法院一审被判死刑，另两名从犯王伟、王安安分别被判有期徒刑十年和六年。
2013年3月1日上午，王海剑被执行死刑。